# Jevgenij Miasniankin
Jevgenij Miasniankin (Vilna, 11 de marzo de 1983) es un deportista lituano que compitió en piragüismo en la modalidad de aguas tranquilas. Ganó una medalla de bronce en el Campeonato Europeo de Piragüismo de 2006, en la prueba de C4 200 m.

## Palmarés internacional
| Campeonato Europeo | Campeonato Europeo       | Campeonato Europeo | Campeonato Europeo |
| Año                | Lugar                    | Medalla            | Competición        |
| ------------------ | ------------------------ | ------------------ | ------------------ |
| 2006               | Račice (República Checa) | Medalla de bronce  | C4 200 m           |